# Zimoziół północny

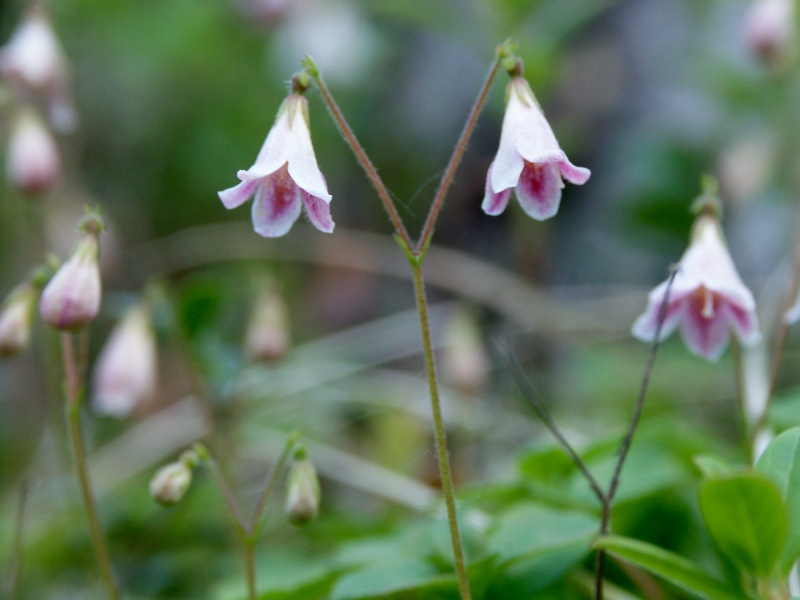
Kwitnący zimoziół

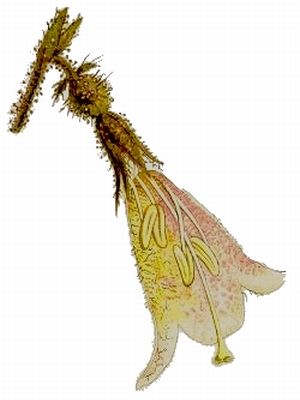
Przekrój pojedynczego kwiatu

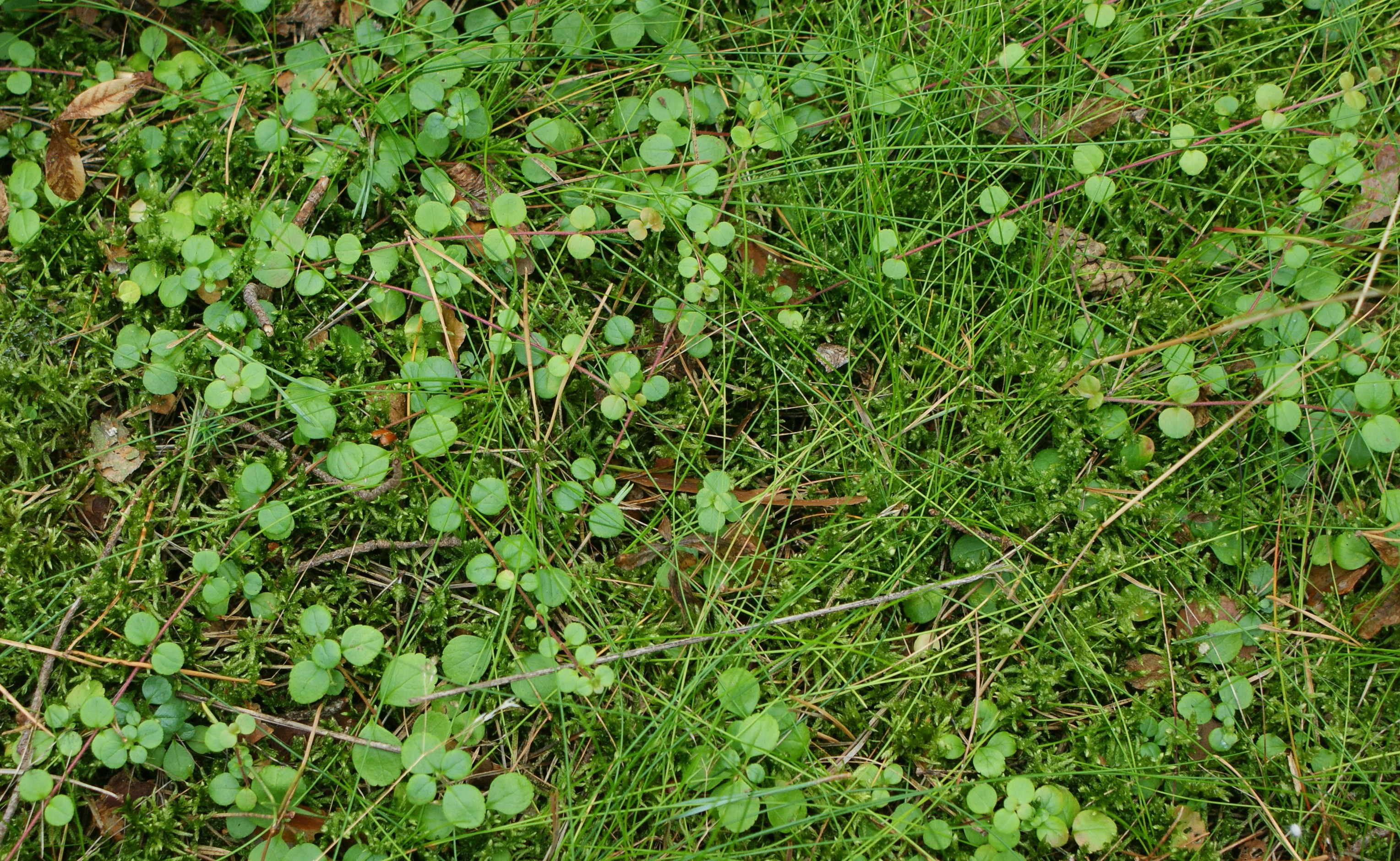
Płożące pędy zimoziołu

Zimoziół północny, linnaea północna (Linnaea borealis) – gatunek rośliny z rodziny przewiertniowatych (Caprifoliaceae), jedyny przedstawiciel monotypowego rodzaju zimoziół (Linnaea). Ulubiona roślina Karola Linneusza otrzymała nazwę naukową na jego cześć na jego własne życzenie. Zimoziół rośnie licznie w tundrze i tajdze, dalej na południu jako relikt glacjalny jest coraz rzadziej spotykany, na wielu obszarach przy południowej granicy zasięgu zagrożony, w niektórych krajach objęty jest ochroną prawną – w tym także w Polsce. Gatunek jest charakterystyczny ze względu na swe efektowne, delikatne kwiaty i bywa czasem uprawiany jako roślina ozdobna.

## Rozmieszczenie geograficzne
Zimoziół jest rośliną pospolitą w strefie arktycznej i subarktycznej. Dalej na południe występuje jako relikt glacjalny. Najbardziej na południe wysunięte stanowiska znajdują się w górach. Zwarty zasięg obejmuje północną część Ameryki Północnej z Grenlandią, północną Europę i północną Azję, po Kamczatkę i Japonię. Na oderwanych od głównego zasięgu obszarach występuje na Kaukazie oraz na nielicznych stanowiskach w Alpach, Sudetach i Karpatach. Do parametrów klimatycznych ograniczających zasięg należy średnia maksymalna temperatura roczna wynosząca do 32 °C oraz średnia temperatura najzimniejszego miesiąca w roku wynosząca do -1 °C.
W Polsce zimoziół spotykany jest rzadko – przez kraj przebiega południowa granica zwartego zasięgu. Na obszarach nizinnych w północnej części kraju opisano ok. 150 jego stanowisk. Tam też lokalnie jego zasoby są znaczne i np. w Wolińskim Parku Narodowym uznany został za gatunek ekspansywny. Na południu sięga po okolice Głogowa, Opola, Góry Świętokrzyskie i Leżajsk. Znajdowany jest co jakiś czas na nowych, wtórnych stanowiskach, bowiem rozprzestrzenianiu tego gatunku sprzyjało masowe wprowadzanie sosny do lasów, także na siedliskach żyźniejszych. W efekcie bywa określany mianem „reliktu wędrującego”. W górach jest znacznie rzadszy, stwierdzono jego występowanie w Tatrach, w Sudetach i na Babiej Górze. W Tatrach podano jego występowanie tylko na Kobylarzu oraz poniżej Morskiego Oka, na Babiej Górze na Kościółkach.

## Morfologia
PokrójPełzająca krzewinka o wzroście klonalnym, z zimotrwałymi liśćmi i charakterystycznymi lejkowatymi kwiatami rosnącymi w parach.
ŁodygaCienkie, nitkowate (do 2–3 mm średnicy) pędy czołgające się po ziemi są ogruczolone i delikatnie owłosione. Osiągają zwykle do 1 m długości, wyjątkowo do 3–6 m. Z płożących pędów wyrastają łodygi wzniesione dwojakiego rodzaju – asymilacyjne i kwiatowe. Ulistnione łodygi asymilacyjne osiągają 4–6 cm wysokości. Łodygi kwiatonośne w dolnej części są ulistnione, w górnej na długiej szypule unoszą kwiaty na wysokość do 15 cm. Łodygi kwiatowe rozwijają się na około 1–2% ramet.
KorzenieKorzeń główny jest krótkotrwały. Z węzłów płożących pędów wyrastają korzenie przybyszowe sięgające na ok. 20 cm w głąb ziemi.
LiścieUlistnienie naprzeciwległe. Liście są zimotrwałe, okrągłe lub jajowate o długości 5-15 mm. Blaszka na brzegu w górnej części jest karbowana lub płytko ząbkowana, a na dole nagle ściągnięta w orzęsiony ogonek o długości 2-3 mm. Liście na górnej stronie są ciemnozielone, a na dolnej niebieskawozielone, nagie lub z pojedynczymi włoskami.
KwiatyZwisające, zebrane po 2, rzadziej pojedyncze lub w skupieniach po 3-4, wyrastają na wzniesionej, słabo owłosionej i ogruczolonej szypułce o długości 4–8 cm. Okwiat zróżnicowany jest na kielich i koronę. Wolne działki kielicha w liczbie 5 mają lancetowaty kształt, długość do 2 mm i są owłosione. Lejkowata korona ma długość 7-10 mm. Utworzona jest z 5 zrośniętych płatków, z zewnątrz nagich, o barwie od białej do jasnoróżowej, wewnątrz czerwono żyłkowanych i omszonych. Pojedynczy, krótszy od korony słupek ma nitkowatą szyjkę i główkowate, trójłatkowe znamię. Zalążnia jest dolna, 3-komorowa, przy czym tylko jedna komora z pojedynczym zalążkiem rozwija się w owoc. Zawarte w pozostałych komorach zalążki w liczbie od 2 do 7 nigdy się nie rozwijają. Cztery pręciki są dwusilne, z czego dwa dolne są dłuższe, ale wszystkie są krótsze od słupka.
OwocPowstaje rzadko w postaci zwieszonej, jednonasiennej niełupki. Jest kulisty, żółty, o długości ok. 3 mm, wsparty dwoma ogruczolonymi podkwiatkami. Nasiono ma kształt jajowaty i długość ok. 1,5 mm.

## Biologia
RozwójRoślina wieloletnia, chamefit. W pierwszym roku rozwija się z nasiona jedynie para liścieni i korzeń pierwotny z kilkoma odgałęzieniami bocznymi. W drugim roku rozwija się pęd mający ledwie 2-4 międzywęźla i dopiero w kolejnych latach pęd przyrasta o 25–45 cm wytwarzając po 8–12 węzłów. Wówczas też dopiero pojawiają się wzniesione łodygi asymilacyjne i kwiatonośne. Łączna długość pędów świadczy o tym, że rośliny dożywają co najmniej kilkunastu lat, przy czym ze względu na klonalny wzrost trudno wskazać górną granicę wieku roślin. Kwiaty rozwijają się od maja do sierpnia, wcześniej na południu i na niżu, później w górach i na północy zasięgu. Kwiaty są wonne, przy czym pachną zwłaszcza wraz z nastaniem dnia. Zapach opisywany jest jako migdałowy lub waniliowy. Kwiaty są owadopylne i odwiedzane przez wiele różnych gatunków owadów. Dla powstania nasion wymagają zapylenia krzyżowego, bardzo rzadko dochodzi do samozapylenia. Skuteczność wabienia zapylaczy i liczba odwiedzin przez nich kwiatów jest duża, jednak do powstania owoców dochodzi rzadko. Dzieje się tak z powodu niewielkich odległości jakie pokonują owady zapylające między odwiedzinami kwiatów (zwykle poniżej 0,25 m). Oznacza to, że tylko jeśli kwiaty różnych roślin rosną poniżej 6 m od siebie – zapylanie jest w miarę częste. Wraz z oddaleniem roślin od siebie prawdopodobieństwo skutecznego zapylenia drastycznie maleje (przy ponad 30 m jest już znikome). W efekcie zimoziół rzadko rozmnaża się generatywnie, zwłaszcza na niewielkich, izolowanych stanowiskach. Jeśli owoce powstają to rozprzestrzeniane są przez zwierzęta (zoochoria), a dzieje się tak za sprawą lepkich włosków okrywających owoc, przyklejających się do zwierząt. Za pomocą pełzających łodyg zimoziół w odpowiednich warunkach silnie rozrasta się wegetatywnie tworząc płaty zajmujące wiele metrów kwadratowych. Rośliny rozrastają się głównie za sprawą merystemu wierzchołkowego na głównym pędzie. Wierzchołek pędu bywa jednak zgryzany przez gryzonie, co w zależności od czasu zgryzienia ma różny wpływ na roślinę. Pędy zgryzione wczesną jesienią, do wiosny tworzą nowy pąk i kontynuują wzrost w normalnym tempie. Rośliny zgryzione wiosną mają wyraźnie ograniczony wzrost.
GenetykaLiczba chromosomów 2n=32.
Właściwości fizyko-chemiczneZa aromat kwiatów odpowiadają: 1,4-dimetoksybenzen, aldehyd anyżowy, 2-fenyloetanol, aldehyd benzoesowy i nikotynowy.

## Systematyka i zmienność
Synonimy taksonomiczne
Linneusia Raf., Obolaria O. Kuntze
Pozycja systematyczna według APweb (aktualizowany system APG IV z 2016)
Gatunek wraz z monotypowym rodzajem zimoziół Linnaea włączany jest do szeroko ujmowanej rodziny przewiertniowatych Caprifoliaceae). W systemie APG I i APG II wyodrębniany był do rodziny zimoziołowatych (Linnaeaceae), która w nowych ujęciach zdegradowana została do podrodziny Linnaeoideae. Rodzaj zimoziół stanowi takson siostrzany dla rodzaju Vesalea (syn. Abelia sect. Vesalea).
Zmienność

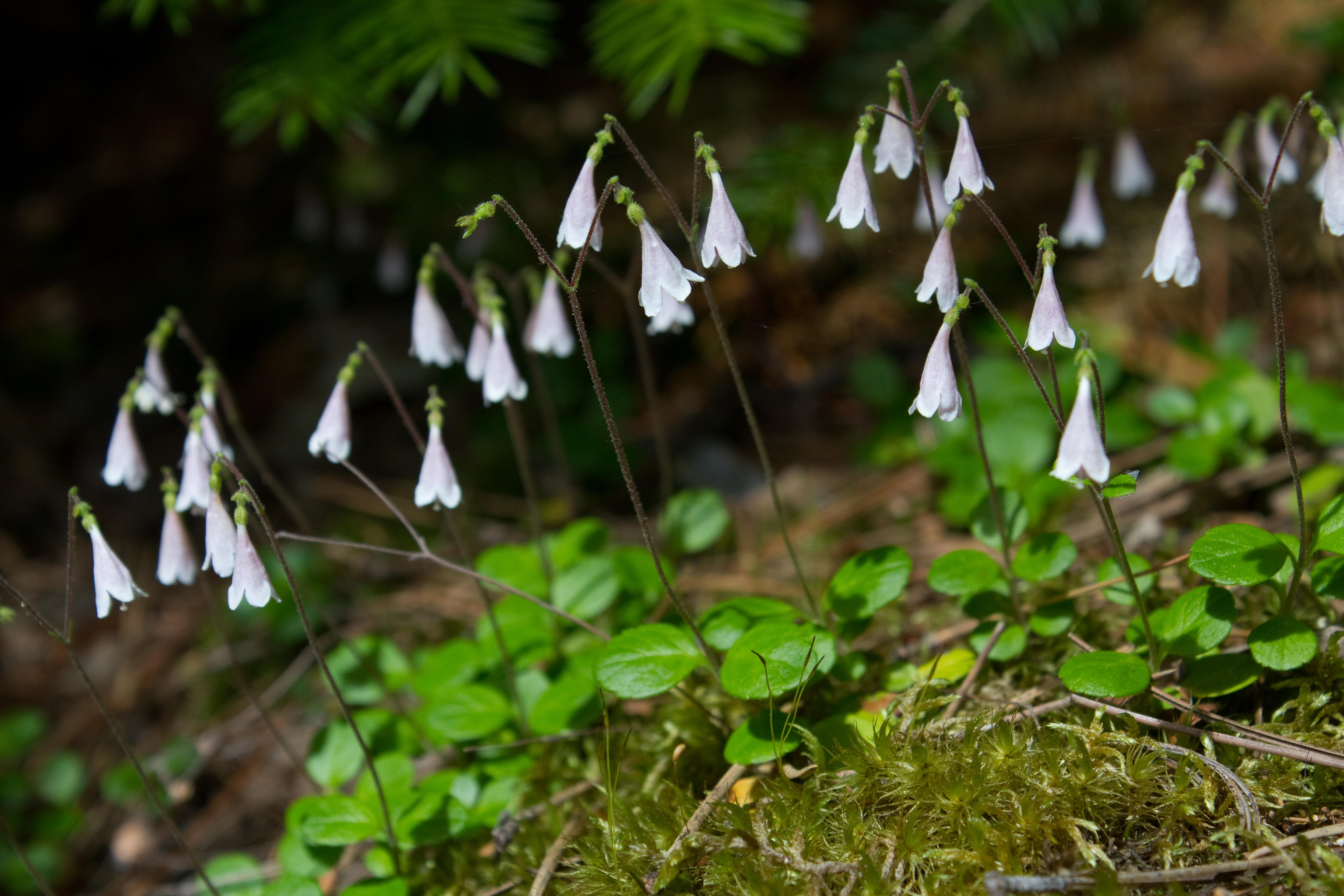
Kwiaty o dłuższej rurce korony u zimoziołów z kontynentu amerykańskiego

Wyróżnia się trzy lub dwa podgatunki, ew. odmiany:
- Linnaea borealis L. ssp. borealis – podgatunek nominatywny, występuje w Europie, Azji i na Alasce[6],
- Linnaea borealis L. ssp. americana (Forbes) Hultén ex R.T. Clausen – występuje na Grenlandii i w północnej części Ameryki Północnej sięgając wzdłuż gór na południu do Arizony i Kalifornii[6][20],
- Linnaea borealis L. ssp. longiflora (Torr.) Hultén – zasięg obejmuje okolice pacyficznych wybrzeży Ameryki Północnej od Kolumbii Brytyjskiej po Kalifornię[6][20].

Przy podziale na dwa podgatunki ssp. americana uznawana jest za synonim ssp. longiflora. Zimozioły północnoamerykańskie wyróżniają się wyraźnie dłuższą, lejkowatą koroną kwiatu.

## Ekologia

### Siedlisko
Na dalekiej północy rośnie w tundrze oraz w borealnych lasach iglastych. Szczególnie licznie występuje w mszystych borach iglastych, rzadziej lasach mieszanych. Preferuje luźne drzewostany – rośnie przeważnie w miejscach lekko tylko zacienionych. W miejscach silniej nasłonecznionych poszczególne ramety są krótsze (krótsze są międzywęźla) i mają gęściej wyrastające wzniesione pędy asymilacyjne, podczas gdy w miejscach ocienionych pędy są bardziej wydłużone – międzywęźla są wydłużone i pędy asymilacyjne wyrastają rzadziej. Preferuje gleby piaszczyste lub silnie spiaszczone, ubogie i kwaśne (roślina kwasolubna). Nie toleruje obecności wapnia w glebie. Często porasta martwe, leżące pnie i porośnięte mchami skały. Populacje charakteryzują się dobrą żywotnością, podczas suchych lat liczebność populacji drastycznie zmniejsza się, podczas lat wilgotnych zwiększa się. Najwyższe jego stanowisko w Polsce opisano na Kobylarzu w Tatrach Zachodnich (1450 m n.p.m.) W górach Azji rośnie na wysokościach 700–2300 m n.p.m.

### Fitosocjologia
W Europie środkowej jest to gatunek charakterystyczny dla zespołu boru bażynowego (Ass. Empetro nigri-Pinetum) i rzędu (O.) Vaccinio-Piceetalia. Rośnie też na obsadzonych sosną, zborowaciałych siedliskach kwaśnych dąbrów pomorskich (Betulo-Quercetum), lasów bukowo-dębowych (Fago-Quercetum), a nawet kwaśnej buczyny (Luzulo pilosae-Fagetum). W górach obecny jest także w zaroślach kosodrzewiny. W Skandynawii, poza borami iglastymi, obficie porasta także dno górskich lasów brzozowych. W Alpach rośnie w lasach z jodłą pospolitą (Abies alba), świerkiem pospolitym (Picea abies) i sosną limbą (Pinus cembra). W Azji i Ameryce Północnej występuje w runie lasów z różnymi przedstawicielami rodzajów: jodła (Abies), świerk (Picea), sosna (Pinus), modrzew (Larix), choina (Tsuga) i daglezja (Pseudotsuga).

### Oddziaływania międzygatunkowe i choroby
Zimoziół północny jest na dalekiej północy rośliną pokarmową dla owcy kanadyjskiej i reniferów, choć raczej incydentalną. W przypadku wapiti stanowi blisko 10% jego diety w okresie zimowym. Zjadany bywa też przez cieciorniki. Na roślinach żerują larwy i postaci dorosłe pluskwiaka różnoskrzydłego z podgatunku Metatropis rufescens ssp. linnaeae (rodzina smukleńcowate Berytidae).
W poszukiwaniu nektaru kwiaty odwiedzają i dokonują zapylenia liczne gatunki owadów, m.in. bzygowate (Syrphidae) i trzmiele (Bombus), muchowate (Muscidae), wujkowate (Empididae), motyle z rodziny miernikowcowatych (Geometridae).
Niewielkie, koliste i pojedyncze plamki na liściach zimoziołu tworzy grzyb z rzędu Mycosphaerellales – Septoria linnaeae, bywają one też porażane przez Metacoleroa dickiei z rzędu Pleosporales. Na roślinach z tego gatunku w XXI wieku odkryto nowy gatunek workowca z rodziny twardnicowatych (Sclerotiniaceae) – Kohninia linnaeicola.

## Nazewnictwo

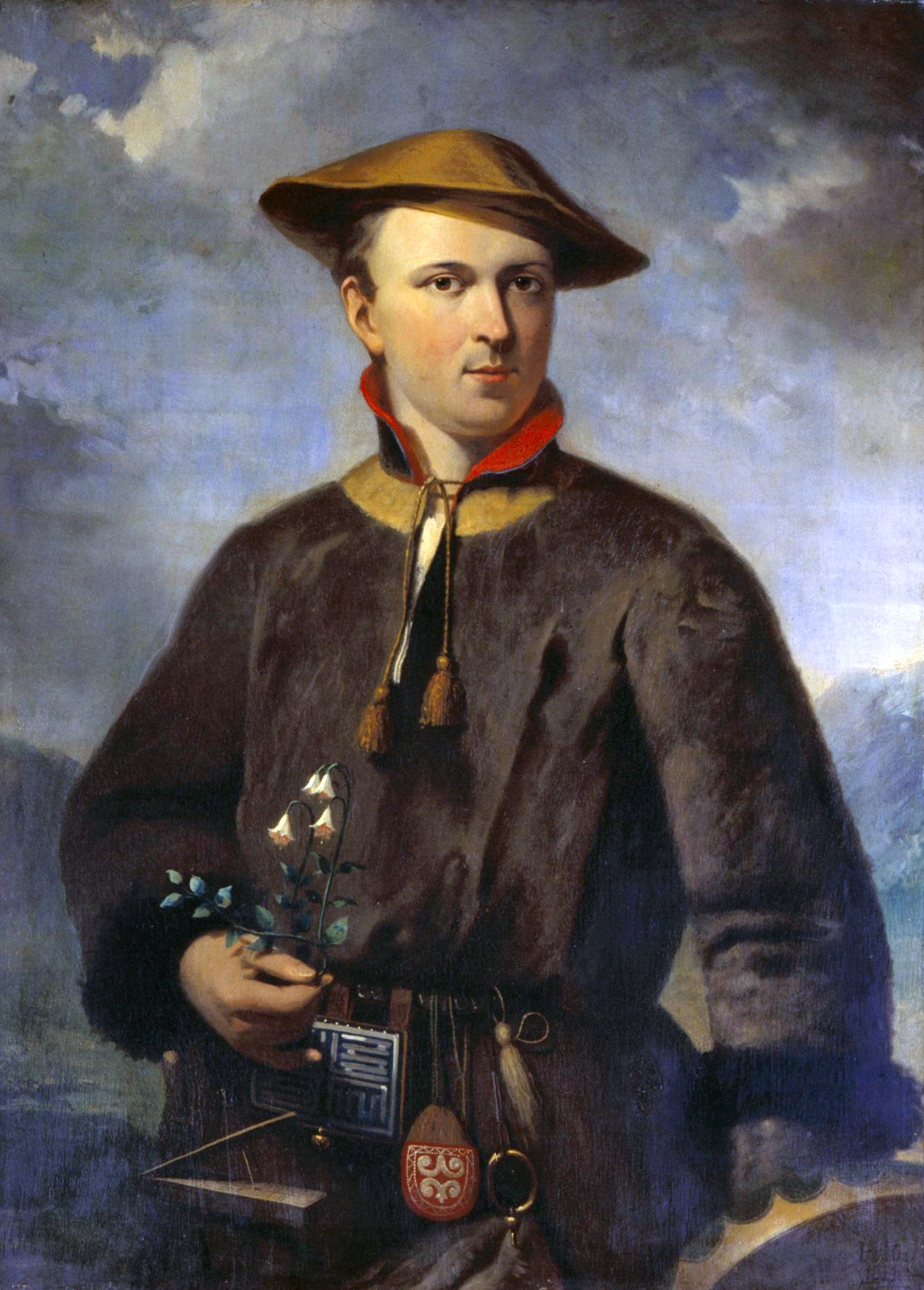
Linneusz z zimoziołem w ręku na obrazie Henryka Hollandera

Roślina w piśmiennictwie naukowym po raz pierwszy pojawiła się za sprawą Jeana Bauhina, który znalazł ją w Alpach w 1596 i opisał jako Campanula serpyllifolia, uznając zimozioła za jednego z przedstawicieli dzwonków. Roślina należała do ulubionych przez Karola Linneusza, ale to nie on nadał jej nazwę od swego nazwiska, ponieważ nie praktykowano wówczas nadawania taksonom nazw od własnego nazwiska badacza. Pierwszym, który wyróżnił tę roślinę w randze odrębnego rodzaju i nadał nazwę rodzajową Linnea (po wcześniejszym zaproponowaniu jej brzmienia przez Linneusza) był holenderski nauczyciel i mecenas Linneusza – Jan Frederik Gronovius. Linneusz za nim powtórzył nazwę rodzajową Linnaea w Species Plantarum (1753) i w związku z uznaniem w nomenklaturze botanicznej tego dzieła za pierwsze z prawidłowo publikowanymi nazwami rodzajowymi – w bazach taksonomicznych rodzaj zapisywany jest z cytatem: Linnea L. W niektórych źródłach nazwa ta rozszerzona jest z podaniem pierwszego autora: Linnea (Gronov.) L.
Nazwa gatunkowa – borealis nadana została przez samego Linneusza i oznacza ”północny”.
W piśmiennictwie polskojęzycznym roślina znana jest już z okresu po opisaniu naukowym, stąd zamiennie obecne są dwie formy – nawiązująca do nazwy naukowej – „linnea” oraz do cechy liści – „zimozioł”. W XX wieku upowszechniła się pisownia „zimoziół”.

## Zagrożenia i ochrona
Zimoziół nie został wymieniony w 2006 roku na Czerwonej liście roślin Polski, pojawił się natomiast w wydaniu z 2016 roku w kategorii VU (narażony).
W skali regionalnej uznany został za wymierający w Wielkopolsce i za narażony na wymarcie w przyszłości na Pomorzu. Na Dolnym Śląsku gatunek jest już wymarły, a w Karpatach krytycznie zagrożony. Umieszczony został w czerwonej liście roślin Wielkiej Brytanii, choć tu ze statusem gatunku najmniejszej troski.
Także na południu zasięgu w Ameryce Północnej jego występowanie jest silnie zagrożone. Wytępiony został (ew. prawdopodobnie wyginął) w stanach Indiana, Maryland, Ohio, Rhode Island i Tennessee. Zagrożony jest w New Jersey i Connecticut.
Przyczyną zagrożeń dla gatunku jest wycinka drzewostanów na jego stanowiskach. Obserwuje się jednak także samorzutne rozprzestrzenianie się na nowe stanowiska.
Zimoziół objęty był w Polsce ścisłą ochroną gatunkową od 1983 roku. Od 2014 roku podlega ochronie częściowej. Ochronie prawnej podlega także w Niemczech i na Słowacji. Liczne stanowiska znajdują się w obrębie różnych form powierzchniowej ochrony przyrody. W Polsce szczególnie obfite zasoby ma w Wolińskim Parku Narodowym, rzadko rośnie poza tym m.in. w Słowińskim, Kampinoskim i Tatrzańskim Parku Narodowym.

## Zastosowanie

Porcelana chińska z połowy XVIII wieku zamówiona przez Linneusza z wzorem zimoziołu

Ze względu na efektowny wygląd podczas kwitnienia gatunek bywa uprawiany. Dłuższe korony kwiatów podgatunku północnoamerykańskiego (L. borealis L. subsp. americana (Forbes) Hultén) i silniejszy wzrost sprawiają, że często to właśnie te rośliny są rozpowszechniane jako rośliny ozdobne (przynajmniej na Wyspach Brytyjskich). W odpowiednich warunkach gęsto rosnące pędy sprawiają, że gatunek ten pełnić może funkcję rośliny okrywowej.
Dawniej roślina była stosowana do sporządzania napojów wzmacniających podczas ciąży oraz łagodzących ból podczas bolesnych mestruacji. Roztarte rośliny stosowane były także w formie okładu na obolałe kończyny lub przy bólach głowy.

## Uprawa
WymaganiaGatunek mrozoodporny (2 strefa mrozoodporności). Może rosnąć w różnych glebach (piaszczystych i gliniastych), byleby stale wilgotnych (mokrych) i kwaśnych. Wymaga stanowisk półcienistych i zimnych.
RozmnażanieGatunek ten można rozmnażać generatywnie i wegetatywnie. Nasiona zaraz po dojrzeniu wysiewa się do pojemników przykrytych szkłem i umieszczonych w półcieniu. Po skiełkowaniu szkło należy zdjąć, jednak pilnować trzeba by młode rośliny miały stale wilgotne podłoże. Zaleca się trzymanie siewek podczas pierwszej zimy w szklarni i wysadzenie na stałe stanowisko po ostatnich spodziewanych przymrozkach.
Najszybszym i skutecznym sposobem rozmnażania wegetatywnego jest zastosowanie odkładu płaskiego – podzielone pędy nakrywa się wilgotnym mchem i ziemią. Wczesnym latem można też ukorzeniać sadzonki zielne. W takim przypadku konieczne jest zastosowanie ukorzeniacza (puder talkowy kwasu indolilomasłowego w stężeniu 0,25%). Sadzonki wymagają wietrzenia i utrzymywania stałej wilgotności. Sadzonki półzdrewniałe ukorzenia się latem.

## Obecność w kulturze
Zimoziół jest w Szwecji jednym z ulubionych motywów roślinnych służącym do zdobienia porcelany i obrusów, stanowi częsty motyw malarski. Gatunek ten jest też symbolem roślinnym Smalandii w Szwecji. Była to też ulubiona roślina Karola Linneusza (pochodzącego z tej prowincji) i przedstawiona została na wielu portretach tego naukowca. W Szwecji i Norwegii od nazwy rodzajowej wywodzi się imię ”Linnéa” lub ”Linnea”, należące do najbardziej popularnych w tych krajach imion żeńskich.